# 岩倉具正
岩倉 具正（いわくら ともまさ、1905年（明治38年）1月24日 - 1964年（昭和39年）7月31日）は、昭和期の宮内官、政治家、華族。貴族院子爵議員。

## 経歴
東京府出身。子爵・岩倉具明の長男として生まれる。父の隠居に伴い、1938年（昭和13年）2月1日、子爵を襲爵した。
学習院を経て、1933年（昭和8年）東京帝国大学文学部支那哲学科を卒業。宮内省勤務、国際電気通信会社員を務めた。
1946年（昭和21年）5月10日、貴族院子爵議員補欠選挙で当選したが、翌月14日に辞職した。

## 栄典
- 1925年（大正14年）1月31日 - 正五位[10]

## 親族
- 曽祖父 岩倉具視[1]
- 祖父 岩倉具経[1]
- 母 知子（前田利聲女）[1]
- 先妻 静枝（向大治郎四女。佐賀県立唐津高等女学校卒。父親は大和セロファン代表取締役）[2][11][12]
- 後妻 鶴代（白土留彦二女）[1]
- 子　千壽子（先妻）
- 子　明美　具代（後妻）